# Bror Törnell
Bror "Bobo" Gustav Valder Törnell, född 1 augusti 1956 i Trönö församling, Hälsingland, är en svensk musiker (gitarrist) och musikproducent. Han är bror till Monica Törnell.
Bror Törnell ingick på 1970-talet, tillsammans med Hempo Hildén och Per Sydén, i Monica Törnell Band. Under åren 1975–80 var han gitarrist i söderhamnsbandet Zenith. Övriga medlemmar i detta band var Kenth Burvall på keyboards, Svempa Erixon på bas, Mats Bäverström på saxar, medan trummisarna skiftade; Lennart Ellner, Gunnar Jifjäll och mest Bengt Orrje. Zenith framträdde bland annat 1978 i TV tillsammans med Monica Törnell. Bror Törnell har också medverkat, som gitarrist och låtskrivare, på flera av sin systers musikalbum. 
Under senare år har Bror Törnell varit verksam som musikproducent, bland annat åt heavy metalbanden Authorize (Söderala), Overload  (Bollnäs) och Divine Sin (Söderhamn) och gothrockbandet Malaise (Uppsala). Han är även musikansvarig på Studiefrämjandet i Söderhamn.